# Казимир II
Казими́р II Справедли́вый (пол. Kazimierz II Sprawiedliwy; 1138 — 5 мая 1194) — князь-принцепс Польши (1177—1191 и c 1191 года), князь вислицкий (1166—1173), сандомирский (с 1173 года) и мазовецкий (с 1186 года)

## Биография

### Детство и юность
Младший сын князя Польши Болеслава III Кривоустого от его второго брака с Саломеей фон Берг, дочерью графа Генриха I Бергского. Представитель династии Пястов.
Казимир родился в 1138 году, но точная дата его рождения не установлена. В польской историографии он считается посмертным сыном Болеслава III, причем отдельные источники утверждают, что он родился в день смерти Болеслава III, 28 октября 1138 года. В то же время в хронике современника Казимира епископа Винцентия Кадлубека указывается, что на время смерти Болеслава III его младший сын был маленьким ребёнком. 
Казимир не был упомянут в политическом завещании его отца — Статуте Болеслава Кривоустого — написанном между 1115 и 1118 годами и разделившим польское государство между его четырьмя сыновьями. Малолетний Казимир, не получивший собственного владения, вместе с сестрой Агнешкой проживал со своей матерью Саломеей фон Берг в Ленчице, доставшейся ей по праву вдовьего удела. Там молодой князь оставался вдали от борьбы своих братьев Болеслава и Мешко с их старшим единокровным братом, князем-принцепсом Владиславом II, который пытался воссоединить всю Польшу под своей властью (вопреки завещанию своего покойного отца).
Саломея фон Берг умерла в 1144 году, и опеку над Казимиром и Агнешкой принял их старший брат Болеслав IV Кудрявый, который два года спустя сумел отвоевать краковский трон. Хотя под его опекой юный принц мог чувствовать себя в безопасности, у него не было гарантии получить часть отцовского наследства в будущем. Когда в 1151 году он был признан совершеннолетним (на тот момент ему было 13 лет) и мог претендовать на самостоятельное владение какими-то землями семьи, он остался ни с чем. Три года спустя, в 1157 году, его положение ещё больше ухудшилось в результате успешной кампании императора Фридриха Барбароссы, который пришёл на помощь
изгнанным из Польши Владиславу II и его сыновьям. В рамках договора, который Болеслав IV был вынужден заключить с Барбароссой, Казимир был отправлен в Германию в качестве заложника, чтобы быть подтверждением лояльности своего брата императору. Судьба Казимира при императорском дворе неизвестна. Он вернулся в Польшу до 21 мая 1161 года, поскольку в этот день он упоминается в документе вместе с двумя своими братьями, Болеславом IV и Генрихом Сандомирским.

### Первое самостоятельное владение
Ситуация изменилась в 1166 году, когда его брат Генрих Сандомирский погиб во время крестового похода на пруссов; так как своих детей у него не было, то наследником в завещании был указан Казимир. Однако князь-принцепс Болеслав IV решил иначе и включил Сандомирское княжество в состав Сеньориального удела. Это вызвало гнев и разочарование Казимира, и он поднял восстание. Восстание поддержали его старший брат Мешко III Старый, магнат Якса из Мехова и Святослав, сын воеводы Петра Властовича, а также архиепископы Гнезненский и Краковский; на его стороне выступила почти вся малопольская знать. В феврале 1168 года на съезде в Енджеюве восставшие избрали новым князем-принцепсом брата Болеслава Мешко III, а Сандомирскую землю отдали Казимиру. В итоге Болеслав сохранил свой трон, в значительной степени приняв требования мятежников: он разделил земли покойного Генриха на три части: небольшая юго-западная часть княжества с центром в деревне Вислица была выделена в самостоятельное княжество и отдана Казимиру, сам Болеслав получил собственно Сандомир, а остальное перешло к Мешко Старому.
В 1172 году произошло ещё одно восстание, на этот раз малопольской знати, которая была недовольна суровым правлением князя-принцепса. Мятежники пригласили Казимира занять Краковский трон, но сопротивление Болеслава младшему брату было настолько сильным, что обе стороны пошли на уступки, которые привели к прекращению любых беспорядков вплоть до конца правления Болеслава.
Болеслав IV умер в 1173 году, и в соответствии с принципом лествичного права ему наследовал в качестве князя-принцепса Мешко III Старый, старший из оставшихся в живых братьев. Мешко передал все Сандомирское княжество Казимиру, и таким образом Казимир, наконец, получил завещанные ему владения, которые узурпировал старший брат.

### Восстание против Мешко III Старого
Сильное и диктаторское правление нового князя-принцепса вызвало глубокое недовольство среди малопольской знати. На этот раз у нового восстания, начавшегося в 1177 году, были реальные шансы на победу. Восстание, помимо магнатов, рассчитывало на поддержку Гедко, епископа Краковского; старшего сына Мешко Одона; князя Силезского Болеслава I, сына свергнутого князя-принцепса Владислава II; и Казимира. Причины его участия в этом восстании после примирения с Мешко неизвестны.
Обстоятельства восстания сложились наиболее благоприятно именно для Казимира. Мешко III, застигнутый врасплох восставшими в своем Великопольском княжестве, отступил в Познань, где пробыл почти два года, выдерживая тяжелые бои со своим сыном Одоном. В конце концов, он потерпел поражение и был вынужден бежать. Князю Болеславу I Долговязому пришлось оставить мысли о завоевании краковского трона. Подозревая Болеслава в намерении воспользоваться ситуацией и завладеть всей Силезией, его младший брат Мешко I Плясоногий и сын Ярослав Опольский объявили о поддержке Мешко III и выступили против него. Болеслав I вскоре потерпел поражение и был вынужден бежать за границу. Казимир двинулся маршем на Краков и быстро овладел им. Он договорился с Мешко I Плясоногим, передав ему малопольские города Бытом, Освенцим, Миколув, Севеж и Пщина в обмен на признание его князем-принцепсом Польши. Вскоре Казимир способствовал возвращению в Силезию Болеслава I, который был вынужден выделить в отдельное княжество Глогув и передать его повзрослевшему брату Конраду.

### Князь-принцепс Польши
Завоевав Краков и приняв титул князя-принцепса Польши, Казимир II сумел распространить суверенитет польского монарха на Силезию, Великую Польшу, Мазовию и Куявию. На Балтийском побережье Померелией (Восточным Поморьем) правил князь Самбор I в качестве польского вассала.
Однако бежавший за границу Мешко III Старый активно искал поддержки в возвращении польского трона сначала в Чехии, затем в Германии и, наконец, в герцогстве Померания. Чтобы реализовать свои амбиции и передать наследственное право на трон в Кракове своим потомкам, Казимир созвал собрание польской знати в Ленчице в 1180 году. Он даровал привилегии как знати, так и церкви, отменив налог на прибыль духовенства и отказавшись от своих прав на земли умерших епископов. Ленчицкое вече утвердило за Казимиром и его потомками право княжеского первенства; это решение было санкционировано и папой Александром III.
Однако в первой половине 1181 года (менее чем через год после Ленчицкого собрания) Мешко III Старый при содействии своего зятя, князя Богуслава I Померанского завоевал восточные великопольские земли Гнезно и Калиш и сумел убедить своего сына Одона подчиниться. В 1184 году под влияние сторонников Мешко III князь Лешек Мазовецкий решил выйти из-под влияния Казимира и объявил своим наследником сына Мешко III Старого Мешко Молодого. По неизвестным причинам Казимир предпочел никак не реагировать на эти события и решил только закрепить свою власть над Малой Польшей. В 1184 году он прибыл ко двору императора Фридриха Барбароссы, и, чтобы воспрепятствовать действиям Мешко III Старого и сохранить власть в качестве князя-принцепса Польши, присягнул на верность Барбароссе и выплатил ему большую дань.

### Иностранные дела
Помимо борьбы с братом Мешко, большое внимание Казимир II уделял взаимоотношениям с соседними Русскими княжествами на востоке. Первой задачей, стоявшей перед ним как перед князем-принцепсом, было установление связей с великими князьями в Киеве, с которыми через браки с киевскими княжнами были тесно связаны два его старших брата. С этой целью в ноябре 1178 года Казимир устроил брак своей дочери Марии с князем Всеволодом Святославичем, сыном тогдашнего киевского князя Святослава Всеволодовича.
Его первое крупное вмешательство в дела Киевской Руси произошло в 1180 году, когда князь-принцепс поддержал Василько, князя Шумского и Дорогичинского (и зятя покойного Болеслава IV Кудрявого), и своего племянника Лешека Мазовецкого в споре с Владимиром Минским за Волынь. Война закончилась успехом Владимира, который завоевал Владимир-Волынский и Брест, в то время как Василько удержал свои позиции в Дорогичине. Эти события изложены в Истории Российской Василия Татищева, основывающегося на более старой историографии, однако современные польские историки считают эти сведения ненадежными.

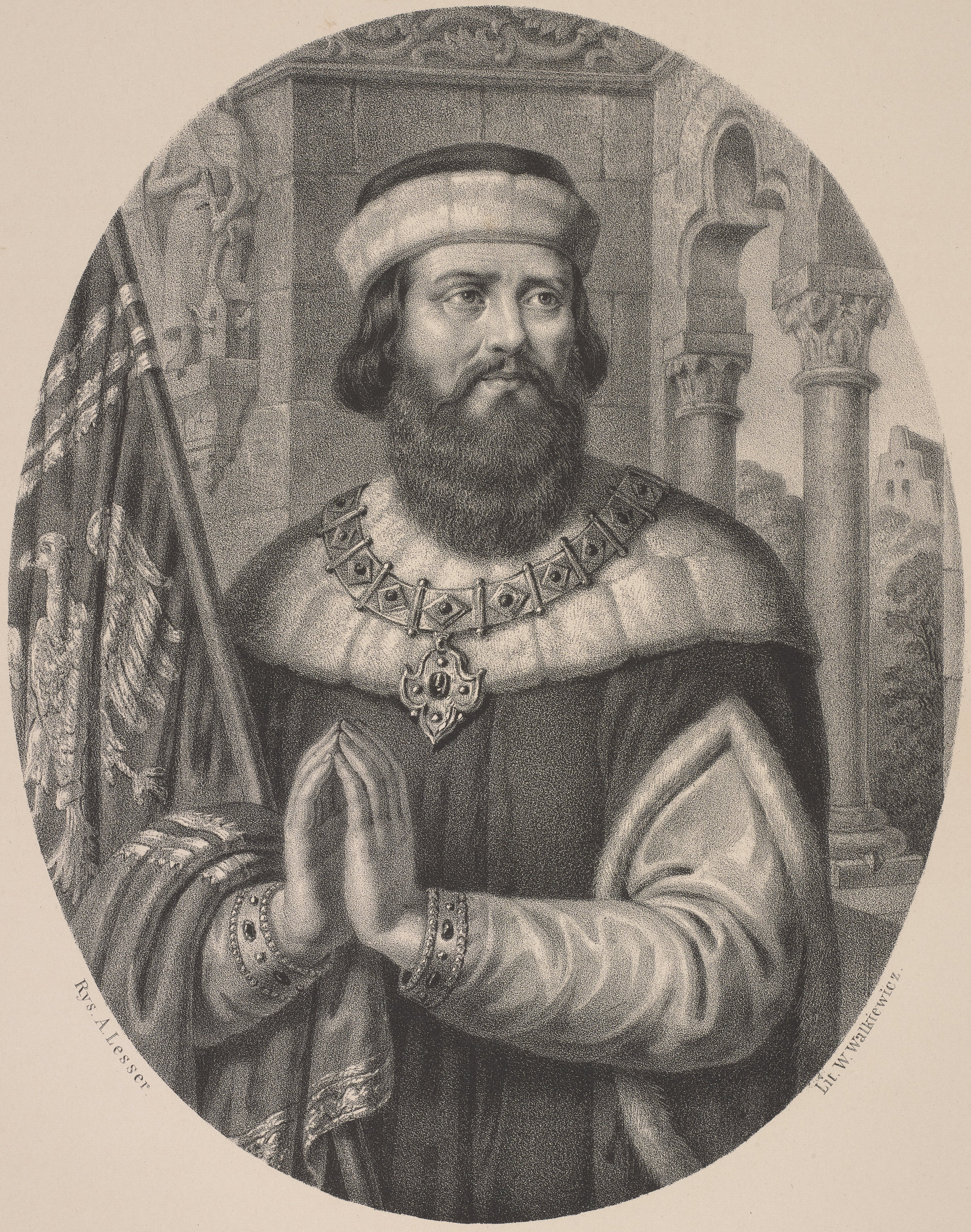
Александр Лессер. Казимир II Справедливый

Следующее упоминание об участии Казимира II в спорах о власти в Галицко-Волынское княжестве относится к 1182 году. В этом году войска Казимира напали на Брест с намерением вернуть на местный трон Святослава Мстиславовича, старшего сына великого князя Киевского Мстислава Изяславича, единственного, не считающегося в историографии сыном сестры Казимира Агнешки.. Против Святослава выступили сыновья Агнешки, пришедшие к Бресту с подкреплением из Владимирского и Галицкого княжеств, а также с ятвягами и половцами. Казимир в конце концов одержал победу над прибывшими на помощь к Бресту подкреплениями, а также захватил сам город. Он достиг своей политической цели и посадил на трон избранного им князя Святослава. Таким образом, поход на Брест 1182 года закончился его полным успехом. Такое положение дел продолжалось недолго: через короткое время Святослав был отравлен. Точная дата этого события не ясна, вероятно, это произошло ещё в 1183 году. Эти события изложены в хронике епископа Винцентия Кадлубека. Если Святослав действительно не был сыном Агнешки, непонятен мотив оказания ему помощи со стороны Казимира II. 
В 1187 году умер галицкий князь Ярослав Осмомысл, после чего началась долгая борьба за его наследие. Первоначально власть над княжеством перешла к его младшему незаконнорождённому сыну Олегу, но вскоре он был убит боярами. Затем Галич был взят старшим сыном Ярослава, Владимиром. Правление Владимира также было далеко не стабильным, чем воспользовался волынский князь Роман Мстиславич, который с помощью своего дяди Казимира сверг его и взял полный контроль над Галичем.
Побежденный Владимир бежал в Венгерское королевство под защиту короля Белы III (его родственника; бабушка Владимира по отцовской линии была венгерской принцессой), который решил направить свою армию в Галич. Роман бежал в Краков, а Владимир в качестве акта мести вторгся в Малую Польшу. Однако король Бела III вскоре решил присоединить Галич к Венгрии и снова сверг Владимира, заменив его своим собственным сыном Андреем. Война продолжалась ещё два года, пока Казимир не восстановил власть Владимира над Галичем, следуя указаниям императора Фридриха Барбароссы, который решил помочь Владимиру после того, как тот объявил себя его подданным.

### Последние годы жизни
В 1186 году умер князь Лешек Мазовецкий. Незадолго до смерти болезненный князь разочаровался в своем выборе в пользу Мешко III и вновь назвал своим наследником Казимира II. Тем не менее после смерти Лешека Мешко III захватил территорию Куявии вплоть до реки Вислы, и Казимир смог вступить во владение только собственно Мазовией. Тем не менее, благодаря мазовецкому наследству Казимир теперь непосредственно правил большей частью Польши.
Вовлеченностью Казимира в русские дела воспользовался в 1191 году Мешко III, которому удалось установить контроль над Вавельским замком в Кракове. Он немедленно объявил Краков своим наследственным владением и назначил губернатором своего сына Мешко Младшего. Правление Мешко в Кракове продолжалось недолго: Казимир подошёл к городу при поддержке волынских сил своего племянника Романа и вернул себе столицу без боя.
Последняя экспедиция Казимира состоялась в начале 1194 года против балтийских ятвягов. Поход завершился полным успехом, и Казимир с триумфом вернулся в Краков. После банкета, устроенного в честь его возвращения, Казимир II неожиданно скончался 5 мая 1194 года. Некоторые историки полагали, что он был отравлен.

## Семья и дети
Примерно в 1163 году Казимир женился на Елене Зноемской (по различным версиям, дочери князя Конрада Зноемского из младшей ветви чешской королевской династии Пржемысловичей, или внучки Мстислава Великого из русских Рюриковичей). У них было семеро детей:
- Мария (1164—1194), жена Всеволода Святославича Чермного, впоследствии князя черниговского и киевского
- Казимир (1165—1167)
- Болеслав (1168/1171 — 1182), умер в результате падения с дерева
- Одон, умер в младенчестве
- Аделаида[пол.] (1177/1184 — 1211)
- Лешек Белый (1184—1227), князь-принцепс Польши, князь Мазовецкий и Сандомирский
- Конрад Мазовецкий (1187—1247), князь-принцепс Польши, князь Мазовецкий и Сандомирский